# Mindanaoflugsnappare
Mindanaoflugsnappare (Ficedula crypta) är en fågel i familjen flugsnappare inom ordningen tättingar.

## Utseende och läte
Mindanaoflugsnapparen är en liten och brun tätting. Ovansidan är mörkbrun med roströd stjärt, undersidan vit på buken och ljusgrå på bröstet. På ansikte och strupe är den beigefärgad. Arten liknar hona skifferflugsnappare, men skiljer sig genom den rostfärgade stjärten, men även brun strupe och svarta, ej orangefärgade ben. Lätet består av en kort fallande drill.

## Utbredning och systematik
Fågeln förekommer på ön Mindanao i södra Filippinerna. Den behandlas som monotypisk, det vill säga att den inte delas in i några underarter. Arten beskrevs så sent som 1951.

## Levnadssätt
Mindanaoflugsnapparen hittas i skogsområden i förberg och lägre bergstrakter. Den födosöker nära eller på marken och kan sitta helt stilla under långa perioder.

## Status
Trots det begränsade utbredningsområdet och det faktum att den minskar i antal anses beståndet vara livskraftigt av internationella naturvårdsunionen IUCN. 